# Њ
Њ, њ (не, серб. ње) — буква расширенной кириллицы, 17-я буква сербского и 18-я буква македонского алфавитов. Означает звук [ɲ], близкий к мягкому «нь». Является лигатурой букв Н и Ь, предложенной Вуком Стефановичем (тогда ещё не Караджичем) в его грамматике «Писменица сербскога їезика по говору простога народа» (Вена, 1814 [репринт: Краљево: ГИРО «Слово», 1984]). История буквы Њ в сербском и македонском алфавитах совершенно такая же, как у созданной одновременно с ней и употребляющейся в аналогичных условиях буквы Љ.

## Другие языки
Буква также используется в современной письменности ительменского и удэгейского языков.